# Jagdgeschwader 333
Jagdgeschwader 333 (dobesedno slovensko: Lovski polk 333; kratica JG 333) je bil lovski letalski polk (Geschwader) v sestavi nemške Luftwaffe.

## Organizacija
- I. skupina
- II. skupinaLexicon der Wehrmacht - Jagdgeschwader 333</ref>